# Maxime Hodencq
Maxime Hodencq (ur. 17 marca 1987 roku w Anderlehcie) – belgijski kierowca wyścigowy.

## Kariera
Hodencq rozpoczął karierę w międzynarodowych wyścigach samochodowych w 2003 roku od startów w trzynastu wyścigach sezonu Formuły TR Pro Series FR 1600, gdzie jednak nie zdobywał punktów. W tym samym roku wystartował także gościnnie w Europejskiej Formuły 3000 z włoską ekipą GP Racing. Rok później w tej samej serii zdobył trzy punkty do klasyfikacji generalnej, w której uplasował się na jedenastej pozycji. W 2005 roku wystartował także w dwóch wyścigach sezonu Niemieckiej Formuły 3.